# Africa (bài hát của Toto)
"Africa" là một bài hát của ban nhạc người Mỹ Toto nằm trong album phòng thu thứ tư của họ, Toto IV (1982). Nó được phát hành như là đĩa đơn thứ ba trích từ album vào ngày 10 tháng 5 năm 1982 ở châu Âu và 30 tháng 10 năm 1982 ở Hoa Kỳ bởi Columbia Records. Bài hát được đồng viết lời bởi hai thành viên của Toto David Paich và Jeff Porcaro, trong khi phần sản xuất được đảm nhiệm toàn bộ những thành viên của nhóm lúc bấy giờ (Porcaro, Paich, Mike Porcaro, Steve Lukather và David Hungate). Được sáng tác và ghi âm trong giai đoạn cuối thuộc quá trình thực hiện album, "Africa" là một bản soft rock kết hợp với những yếu tố từ jazz fusion mang chủ đề liên quan đến tình yêu và địa lý, trong đó đề cập đến câu chuyện của một người đàn ông du lịch đến châu Phi và phải đưa ra quyết định từ người yêu sau khi cô đã đến đây để gặp anh, và mặc dù không muốn rời xa vùng đất, anh phải chấp nhận ra đi nếu muốn tiếp tục ở bên cô.
Sau khi phát hành, "Africa" nhận được những phản ứng tích cực từ các nhà phê bình âm nhạc, trong đó họ đánh giá cao nội dung lời bài hát, màn trình diễn của Toto cũng như quá trình sản xuất nó. Bài hát cũng gặt hái những thành công vượt trội về mặt thương mại, đứng đầu bảng xếp hạng ở Canada và lọt vào top 10 ở hầu hết những quốc gia nó xuất hiện, bao gồm vươn đến top 5 ở nhiều thị trường lớn như Úc, Ireland, Hà Lan, New Zealand và Vương quốc Anh. Tại Hoa Kỳ, "Africa" đạt vị trí số một trên bảng xếp hạng Billboard Hot 100 trong một tuần, trở thành đĩa đơn quán quân đầu tiên và duy nhất của nhóm tại đây. Trong những năm cuối thập niên 2010, bài hát đã chứng kiến sự hồi sinh về độ phổ biến thông qua những phương tiện truyền thông xã hội, bao gồm một bản hát lại năm 2018 của Weezer do một người hâm mộ yêu cầu. Tính đến nay, "Africa" đã bán được hơn 6 triệu bản trên toàn cầu, trở thành một trong những đĩa đơn bán chạy nhất mọi thời đại.
Video ca nhạc cho "Africa" được đạo diễn bởi Steve Barron, trong đó bao gồm những cảnh Paich đến một thư viện để tìm kiếm tư liệu về châu Phi, xen kẽ với những hình ảnh Toto trình diễn bài hát và giới thiệu nhiều khía cạnh khác nhau của văn hóa châu Phi. Được ghi nhận là bài hát trứ danh trong sự nghiệp của nhóm, nó đã được hát lại và sử dụng làm nhạc mẫu bởi nhiều nghệ sĩ, như Pitbull, Ja Rule, JoJo và Jason Derulo, cũng như xuất hiện trong nhiều tác phẩm điện ảnh và truyền hình, bao gồm American Dad!, Chuck, Family Guy, The Goldbergs, Scrubs, South Park và Stranger Things. Ngoài ra, "Africa" còn nằm trong nhiều album tuyển tập của họ, như Past to Present 1977–1990 (1990), Best Ballads (1995), The Essential Toto (2003) và 40 Trips Around the Sun (2018). Trong tháng 1 năm 2019, một bản cài đặt âm thanh đã được thiết lập ở một vị trí không được tiết lộ thuộc Sa mạc Namib để phát bài hát liên tục, trong đó năng lượng được cung cấp thông qua ánh sáng mặt trời và cho phép nó được phát vô thời hạn.

## Danh sách bài hát
Đĩa 7" tại Anh quốc và châu Âu
1. "Africa" (bản album) – 4:55
2. "We Made It" – 3:56

Đĩa 12" tại Anh quốc và châu Âu
1. "Africa" (bản album) – 4:55
2. "Africa" (radio chỉnh sửa) – 4:06
3. "We Made It" – 3:56

Đĩa 7" tại Hoa Kỳ
1. "Africa" (radio chỉnh sửa) – 4:06
2. "Good For You" – 3:18

## Xếp hạng
| Bảng xếp hạng (1982-83)               | Vị trí cao nhất |
| ------------------------------------- | --------------- |
| Úc (Kent Music Report)                | 5               |
| Áo (Ö3 Austria Top 40)                | 7               |
| Bỉ (Ultratop 50 Flanders)             | 7               |
| Canada (RPM)                          | 1               |
| Canada Adult Contemporary (RPM)       | 8               |
| Phần Lan (Suomen virallinen lista)    | 18              |
| Pháp (IFOP)                           | 27              |
| Đức (Official German Charts)          | 14              |
| Ireland (IRMA)                        | 2               |
| Ý (FIMI)                              | 22              |
| Hà Lan (Dutch Top 40)                 | 2               |
| Hà Lan (Single Top 100)               | 4               |
| New Zealand (Recorded Music NZ)       | 5               |
| Nam Phi (Springbok Radio)             | 18              |
| Tây Ban Nha (AFYVE)                   | 19              |
| Thụy Sĩ (Schweizer Hitparade)         | 6               |
| Anh Quốc (OCC)                        | 3               |
| Hoa Kỳ Billboard Hot 100              | 1               |
| Hoa Kỳ Adult Contemporary (Billboard) | 5               |

| Bảng xếp hạng (1982)                 | Vị trí |
| ------------------------------------ | ------ |
| Australia (Kent Music Report)        | 25     |
| Belgium (Ultratop 50 Flanders)       | 79     |
| Germany (Official German Charts)     | 88     |
| Netherlands (Dutch Top 40)           | 18     |
| Netherlands (Single Top 100)         | 25     |
| New Zealand (Recorded Music NZ)      | 42     |
| Bảng xếp hạng (1983)                 | Vị trí |
| Denmark (IFPI)                       | 15     |
| Italy (FIMI)                         | 75     |
| UK Singles (Official Charts Company) | 41     |
| US Billboard Hot 100                 | 24     |
| US Adult Contemporary (Billboard)    | 20     |

## Chứng nhận
| Quốc gia | Chứng nhận  | Số đơn vị/doanh số chứng nhận |
| --- | ----------- | ----------------------------- |
| Úc (ARIA) | 6× Bạch kim | 420.000‡                      |
| Canada (Music Canada) | Vàng        | 50.000^                       |
| Đan Mạch (IFPI Đan Mạch) | Vàng        | 45.000‡                       |
| Ý (FIMI) | Bạch kim    | 50.000*                       |
| New Zealand (RMNZ) | Vàng        | 7.500*                        |
| Anh Quốc (BPI) Đĩa cứng | Bạc         | 250.000^                      |
| Anh Quốc (BPI) Nhạc số | Bạch kim    | 600.000‡                      |
| Hoa Kỳ (RIAA) | 4× Bạch kim | 4.000.000‡                    |
| * Chứng nhận dựa theo doanh số tiêu thụ. ^ Chứng nhận dựa theo doanh số nhập hàng. ‡ Chứng nhận dựa theo doanh số tiêu thụ và phát trực tuyến. |             |                               |